# Halecium curvicaule
Halecium curvicaule is een hydroïdpoliep uit de familie Haleciidae. De poliep komt uit het geslacht Halecium. Halecium curvicaule werd in 1886 voor het eerst wetenschappelijk beschreven door Lorenz. 